# Agrotis clara
Agrotis clara är en fjärilsart som beskrevs av Barend J. Lempke 1939. Agrotis clara ingår i släktet Agrotis och familjen nattflyn. Inga underarter finns listade i Catalogue of Life.